# Ka' du se hva' jeg sa'?
Chansons représentant le Danemark au Concours Eurovision de la chanson
En lille melodi
(1987) Vi maler byen rød
(1989)
Ka' du se hva' jeg sa'? (en français Peux-tu voir ce que je t'ai dit ?) est la chanson représentant le Danemark au Concours Eurovision de la chanson 1988. Elle est interprétée par Hot Eyes.

## Eurovision
La chanson est la treizième de la soirée, suivant Lisa Mona Lisa interprétée par Wilfried pour l'Autriche et précédant Clown interprétée par Afrodíti Frydá pour la Grèce.
On souvient de la prestation, car la chanteuse Kirsten Siggaard est enceinte à l'époque et accouchera trois semaines après le concours.
À la fin des votes, elle obtient 92 points et finit à la 3e place sur vingt-et-un participants.